# Chinasa Okoro Gloria
Chinasa Okoro Gloria (ur. 8 grudnia 1987 roku w Enugu) – nigeryjska piłkarka reprezentująca barwy Gwinei Równikowej. Występuje na pozycji pomocnika, obecnie jest zawodniczką RTP Unii Racibórz.
Chinasa Okoro Gloria pochodzi z Nigerii (jej ojciec jest z Gwinei Równikowej), jednak nie otrzymała szansy gry w drużynie narodowej tego kraju i skorzystała z oferty gry dla reprezentacji Gwinei Równikowej. Z zespołem tym uczestniczyła w czterech Mistrzostwach Afryki – w roku 2006 drużyna nie wyszła z grupy, ale Chinasa była za to autorką pierwszej w historii bramki dla Gwinei Równikowej na turnieju o mistrzostwo Afryki (zdobyła ją w 16. minucie pierwszego spotkania z Nigerią); w roku 2008 wraz z całą drużyną osiągnęła mistrzostwo kontynentu, a w 2010 roku wicemistrzostwo i kwalifikację do Mistrzostw Świata w 2011 roku, gdzie wystąpiła w dwóch z trzech spotkań swojej drużyny (Gwinea Równikowa zakończyła turniej na fazie grupowej).  Na turnieju w 2012 roku zawodniczka po raz drugi zdobyła tytuł mistrzyni kontynentu. Po Mistrzostwach Świata w 2011 roku dołączyła na testy do trenującej w Niemczech drużyny mistrza Polski, RTP Unii Racibórz i po treningach oraz sparingu z drużyną Hamburger SV sztab szkoleniowy zadecydował o dołączeniu zawodniczki do kadry zespołu. Przed przejściem do ekipy z Raciborza Chinasa występowała w nigeryjskim Rivers Angels z Port Harcourt, wcześniej reprezentowała także Ebonyi Queens oraz Alas Verdes. W pierwszym sezonie gry w RTP Unii Racibórz zdobyła tytuł mistrzyni Polski (stając się jednocześnie królową strzelczyń rozgrywek z dorobkiem 20 bramek) oraz Puchar Polski.